# Eriopyga ignescens
Eriopyga ignescens là một loài bướm đêm trong họ Noctuidae.